# Associació Euskara de Navarra
L'Associació Euskara de Navarra fou una Societat creada per Juan Iturralde y Suit a Pamplona el 1877 al costat d'un grup d'intel·lectuals navarresos i foralistes com a instrument de la recuperació cultural basca.

## Origen
Iturralde y Suit va projectar crear una societat cultural basca a Navarra en 1868. D'aquesta forma va reunir a Pablo Ilarregui Alonso, secretari de l'Ajuntament de Pamplona, historiador i poeta, al metge militar i humanista Nicasio Landa, al sacerdot Esteban Obanos entre d'altres, amb els qui van realitzar una crida a intel·lectuals d'Àlaba, Guipúscoa i Biscaia. Aquest projecte va ser interromput per la Tercera Guerra Carlina.
La idea de crear una societat per defensar els interessos culturals bascos és llançada en el periòdic La Paz editat en Madrid entre 1876 i 1878 per foralistes bascs amb motiu de la discussió de la llei abolitòria dels furs bascs. Arturo Campión Jaimebon, estudiant de Dret a Madrid el 1876 i col·laborador de La Paz, llança el suggeriment de crear aquesta associació, que és acollida pel grup de navarresos, que ja des de 1868, proposaven la creació d'una "associació conservadora del basc".
Després de la guerra, Iturralde va congregar a un grup d'intel·lectuals navarresos a l'octubre de 1877, que van fundar l'Acadèmia Etnogràfica de Navarra que aviat seria canviada de nom. Hi figuraven Landa; Obanos, primer president de l'entitat; Florencio Ansoleaga Elizondo, arquitecte i arqueòleg, Estanislao de Aranzadi, professor de la Universitat d'Oñate i degà del Col·legi d'Advocats de Pamplona, defensor de l'esukera; Arturo Campión Jaimebon, advocat, polític, historiador i el polígraf més notable de la història contemporània navarresa; Hermilio de Oloriz bibliotecari i cronista del regne; Salvador Echaide, advocat; Aniceto Lagarde; Antero Irazoqui; Fermín Iñarra; Serafín Olave i algun més.

## Ideologia
Al programa de l'Associació s'afirmava el següent:
| « | Si el poble euskara la raça del qual, el geni peculiar del qual, els costums del qual són tan essencialment diferents de les dels altres pobles, ha pogut conservar la seva personalitat, i s'ha mantingut amb el seu genuí caràcter i les seves varonils virtuts a través dels segles, és indubtablement perquè va saber guardar, com en dipòsit sagrat, aquesta antiquíssima llengua bascongada. | » |

El seu objectiu tal com figura en el seu reglament de novembre de 1877 era "conservar i propagar la llengua, literatura i historia basco-navarresa, estudiar la seva legislació i procurar tot el que tendeixi al benestar moral i material del País."
L'Associació Euskara es reclamava apolítica, i tenia el criteri d'integrar a persones de diverses tendències. No realitzava activitat política com a tal. No obstant això, l'actuació dels seus principals membres li va donar certa significació política. Predominava entre ells el foralisme radical (el lema de l'associació era Jaungoikoa eta Fueroak, Déu i furs) i la idea d'unió de les províncies basques (formulen per primera vegada el lema Zazpiak bat, “les set, una”).
Es van crear dins de la societat sis seccions de treball. Van establir contacte amb intel·lectuals bascos d'Iparralde com Antoine d'Abbadie, Intxauspe, Duvoisin i Louis Lucien Bonaparte; d'Àlaba com Moraza, Egaña, Herrán i Ortíz de Zárate; de Guipúscoa com Manterola, Soraluce, Arquistáin; i Biscaia com Sagarmínaga, Trueba i Delmás.
Francisco Navarro Villoslada va ser soci d'honor de l'Associació Euskara de Navarra, en la seva cèlebre novel·la Amaya, o los Vascos en el siglo VIII afirma l'autor la unitat radical de les set tribus basques de Escualerría i el mutu suport de les quatre penisulars.

## Activitat
Els "euskaros" van canalitzar la seva activitat política a través dels periòdics El Arga (1879-1881) i Lau Buru (1882-1886). Van promoure diferents candidatures foralistes en les eleccions municipals, forals i a Corts, amb la idea d'assentar un partit foralista vigorós a les quatre províncies, amb grup parlamentari propi. No van aconseguir obrir un espai propi entre liberals i carlins.
El Arga sota el lema Por Navarra, Para Navarra i canviat a l'any per Unión Vasco-Navarra, en la qual es proposava formar un partit exclusivament foralista, que tingui com a únic objectiu la recuperació del règim foral:
| « | Encara que amb vicissituds diverses en la història, Navarra i les seves germanes Guipúscoa, Biscaia i Àlaba no formen en realitat més que un sol poble, uns mateixos costums, una autonomia comuna de segles, una mateixa llengua, veritable i tal vegada únic signe de les nacionalitats lògiques, un mateix esperit de llibertat inextingible. | » |
| — | |   |

L'existència de l'Associació va ser molt agitada. Fundada en 1877, es va dissoldre en 1897 encara que des de 1885 ja no tenia activitat. Els seus recursos van ser molt limitats i la seva operativitat escassa. L'obra més apreciable va ser la publicació de la revista Euskara (1878-1883), desapareguda per no haver-hi cap soci que pogués responsabilitzar-se de la seva edició.
Alguns dels objectius de l'Associació Euskara van ser represos anys després per la Societat d'Estudis Bascos i la Euskaltzaindia.